# Emese Szabó
Emese Szabó (ur. 29 kwietnia 1985) – węgierska zapaśniczka walcząca w stylu wolnym.
Zajęła dziesiąte miejsce na mistrzostwach świata w 2009. Srebrna medalistka mistrzostw Europy w 2009; piąta w 2007. Trzecia na akademickich MŚ w 2008 roku.